# Damerau (Adelsgeschlecht)

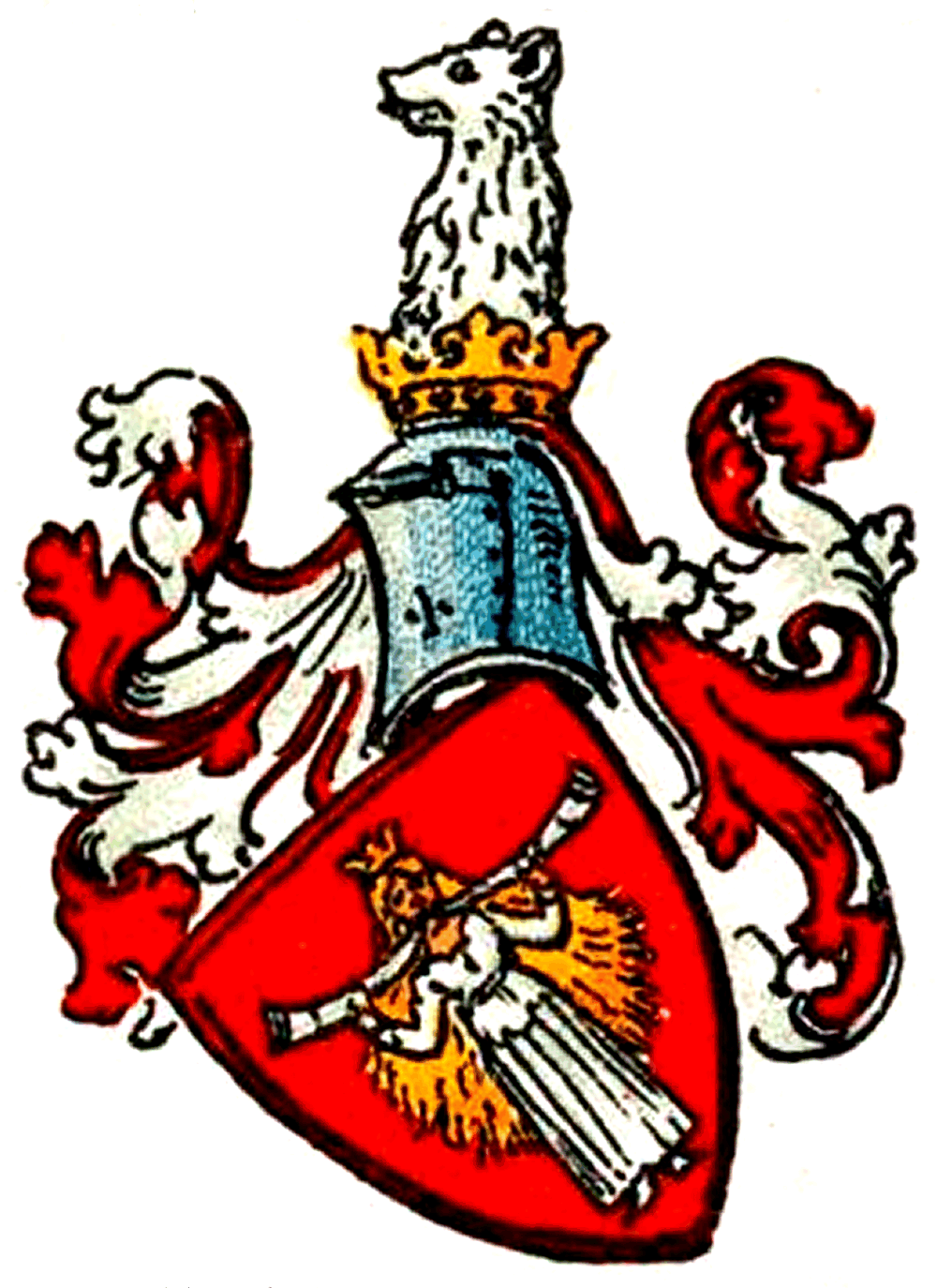
Wappen derer von der Damerau-Dabrowski a. d. Linie Zukowken

Wappen derer von der Damerau-Wojanowski

Damerau ist der Name mehrerer pommerellischer Adelsgeschlechter, die teilweise gleichen Ursprungs sind.

## Von (der) Damerau-Dombrowski (Kulmerland)
Um das Jahr 1400 erschien erstmals im Kulmerland ein Geschlecht von der Damerau auf der Burg Rehden (später Adelig Dombrowken genannt), das über mehrere Generationen hinweg als Starosten auf der Burg Rehden saß. Mit Peter von Damerau war ein Vertreter der Familie Starrost in Graudenz. Verschiedene Linien des Geschlechts liefen im Verlauf der Jahrhunderte aus, während die Linie Zukowken-Westpreußen bis in die heutige Zeit fortbesteht. Das Gut Zukowken wurde von der Familie bis 1865 bewirtschaftet.

### Persönlichkeiten
- Cäsar von Damerau (* 1848; † 1928) kgl. preuß. Oberst[4]
- Hans von Dambrowski, Vizeadmiral der kaiserl. Marine
- Kurt von Dambrowski, sächs. Oberst, Flügeladjutant
- Joachim Friedrich Wilhelm von Damerau-Dombrowski (1896; † 1943) dt. Oberst,[5] Regimentskommandeur, zul. Generalmajor[6] (posthum)
- Okka von der Damerau, Künstlerin

### Wappen
Schild: Auf Rot eine weiße Zinnenmauer, hinter der eine gekrönte, weiß gekleidete Frau hervorwächst, zwei goldene Hörner an den Mund setzend. Helm: Gekrönte Frau wachsend, mit jeder Hand eins der Hörner auf die Heimkrone stützend. Decken: rot und weiß
Für die Linie Zukowken ist ein verändertes Wappen nachgewiesen. Schild: Auf Rot eine gekrönte, weiß gekleidete Frau, zwei goldene Hörner an den Mund setzend. Helm: ein wachsender silberner Bärenkopf. Decken: rot und weiß.

## Von der Damerau-Woyanowski (Schwetz / Wappenstamm Leliwa)

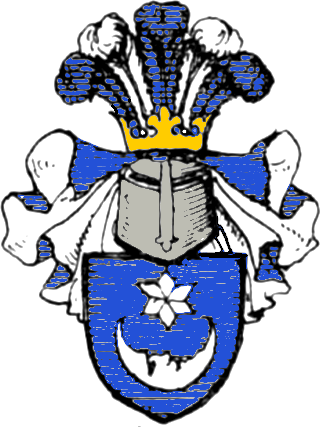
Wappen derer von der Damerau-Woyanowski

Das Geschlecht von der Damerau-Woyanowski trägt seinen Namen vom Rittergut Damerau im Kreis Schwetz.

### Geschichte
Erste Erwähnung ist für das Jahr 1398 für Clanckow von Woyano nachgewiesen. Im Jahr 1409 war ein Stephan von Damerau Herr auf Woyanow. Vor 1498 siegelte Christoph von der Damerau-Woyanowski („Christoffir von Woynaw“) noch mit dem Stammwappen derer von der Damerau-Dombrowski, bevor sie spätestens ab der Mitte des sechzehnten Jahrhunderts mit dem Wappen Leliwa siegelten. Von ihrem Stammsitz Woyanow breitete sich das Geschlecht in West- und Ostpreußen weiter aus.

### Güterbesitz
Güterbesitz ist an folgenden Rittergütern nachgewiesen: Woyanow Krs. Schwetz, Simkau Krs. Schwetz, Czarnica Krs. Konitz, Pynnau, Aweyken, Draulitten.

### Wappen
Schild: in Blau ein mit den Hörnern nach oben gekehrter goldener Halbmond, über demselben ein goldener Stern. Helm: gekrönt, sieben Straußenfedern, abwechselnd blau und gold. Decken: blau und gold

### Persönlichkeiten
- Cristoffir von Woynaw (vor 1498), Landrichter im Kreis Danzig, Kastellan von Danzig

## Von der Damerau (Schlochau)

### Geschichte
Das Geschlecht von der Damerau aus dem Raum Schlochau trägt seinen Namen nach dem Rittergut Damerau bei Prechlau.

### Wappen
Im Schild ein nach oben offener Mond. Da allein ein Wappensiegelabdruck überliefert ist, ist die Farbgebung nicht bekannt.

### Persönlichkeiten
- Georg von der Damerau (um 1466), Starost von Schlochau, Beauftragter des Herzogs von Pommern.[15]

## Sekundärliteratur
- August Bertling: Die Wachstafeln der Danziger Stadtbibliothek, in: Zeitschrift des Westpreussischen Geschichtsvereins, Heft XI, Verlag Th. Bertling, Danzig 1884, S. 1–64.
- Emilian von Źernicki-Szeliga: Der Polnische Adel und die demselben hinzugetretenen andersländischen Adelsfamilien. General-Verzeichniss. Erster Band, Henri Grand, Hamburg 1900, S. 192.